# Nikoleta Stefanova
Nikoleta Stefanova (ur. 22 kwietnia 1984 w Tetewenie) – włoska tenisistka stołowa pochodzenia bułgarskiego, mistrzyni Europy. 
Największy dotychczasowy sukces odniosła podczas mistrzostw Europy w Courmayeur w 2003 roku zostając brązową medalistką mistrzostw Europy w grze pojedynczej i mistrzynią drużynowo, a pięć lat później podczas mistrzostw Europy w Petersburgu wywalczyła srebrny medal w deblu (z Wenling Tan Monfardini). Wcześniej dwukrotnie grała w półfinale gry podwójnej podczas mistrzostw Starego Kontynentu. Startowała dwukrotnie w igrzyskach olimpijskich, jednak zarówno na igrzyskach olimpijskich w Atenach jak i w Pekinie nie odniosła większych sukcesów.